# Ulriksbanen

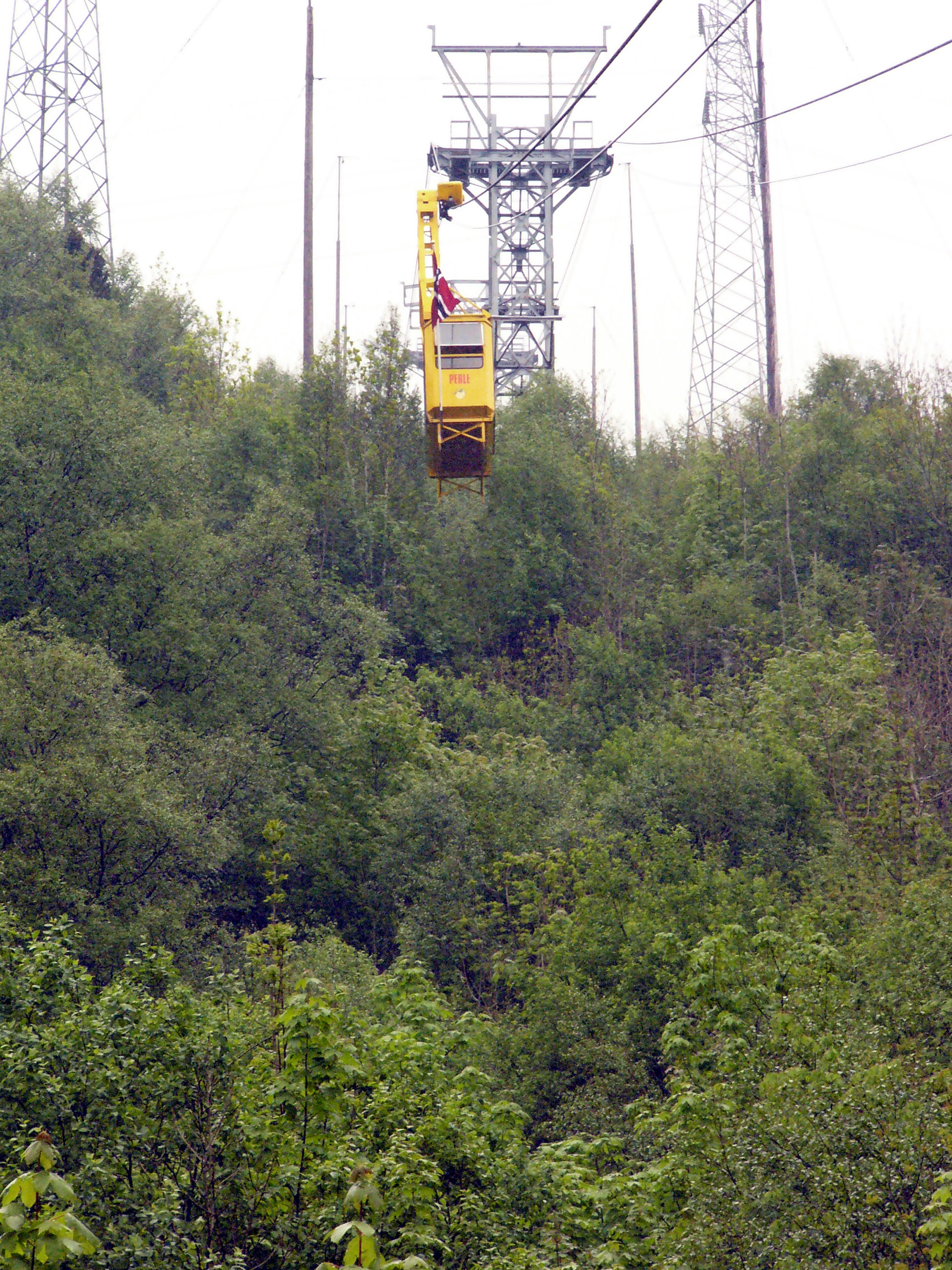
Ulriksbanen

Die Ulriksbane führt als Luftseilbahn der Bauart Pendelbahn auf den Gipfel des Ulriken (643 m ü. M.), der höchsten der sieben Fjellhöhen um Bergen. In manchen deutschen Büchern findet sich auch die Übersetzung Bergener Hochfjellseilbahn.
Bei der Bergstation (607 m ü. M.) befindet sich ein Gipfelrestaurant, das auch Ausgangspunkt mehrerer Wanderwege ist. Die Talstation (44 m ü. M.) liegt südöstlich des Zentrums, oberhalb des Haukeland-Krankenhauses.
Zwischen 2020 und 2021 wurde die Bahn durch einen Neubau ersetzt. Die neue Anlage bietet pro Kabine je 51 Personen Platz und weist nur noch drei Stützen auf. 

## Technische Angaben (1961–2020)
- Schräge Länge: 1120 m
- überwundene Höhendistanz: 563 m
- Konstruktion: Von Roll
- Betriebseröffnung: 1961
- Höchstgeschwindigkeit: 28,8 km/h
- Kabinenkapazität: 17 Personen
- Anzahl Stützen: 4

## Technische Angaben (ab 2021)
- Schräge Länge: 1120 m
- überwundene Höhendistanz: 563 m
- Konstruktion: Garaventa
- Betriebseröffnung: 2021
- Kabinenkapazität: 51 Personen
- Anzahl Stützen: 3

## Unfälle
Der einzige Unfall in der Geschichte der Ulriksbane ereignete sich 1974. Am 9. Juli löste sich eine der Gondeln ab, wobei vier Personen getötet wurden. Nach dem Unfall wurde die Bahn geschlossen und erst 1979 wieder eröffnet. Die örtliche Bergwanderorganisation übernahm den Betrieb 1983, musste die Bahn aber 1988 und 1989 aus finanziellen Gründen geschlossen halten.

## Sicherheitsprobleme
Am 10. Januar 2006 wurde die Pendelbahn stillgelegt, weil ein Tragseil abgesprungen war. Die Bahn wurde am 4. März 2006 wieder eröffnet und arbeitete bis August des gleichen Jahres, als die Polizei die Bahn nach einer Sicherheitsinspektion schließen musste. Ulriksbanen nahm am 1. April 2007 den Betrieb erneut auf; aber im Januar 2008 wurde sie wieder geschlossen, weil die Gefahr bestand, dass die Seile einen sicheren Betrieb nicht gewährleisten würden. Am 1. Mai 2009 wurde die Bahn wieder eröffnet.